# Phelipanche serratocalyx
Phelipanche serratocalyx är en snyltrotsväxtart som först beskrevs av Günther von Mannagetta und Lërchenau Beck, och fick sitt nu gällande namn av Soják. Phelipanche serratocalyx ingår i släktet Phelipanche och familjen snyltrotsväxter. Inga underarter finns listade i Catalogue of Life.